# Cuareim
Cuareim est une ville de l'Uruguay située dans le département d'Artigas. Sa population est de 780 habitants.

## Population
| Année | Population |
| ----- | ---------- |
| 1963  | 369        |
| 1975  | 372        |
| 1985  | 455        |
| 1996  | 688        |
| 2004  | 780        |

,